# Ote Walisz
Ote (Otto) Walisz, również jako Otte Wallish (hebr. אוֹטֶה וָלִישׁ, ur. 25 kwietnia 1906 w Znojmie, zm. 15 maja 1977) – izraelski grafik, projektant plakatów, reklam, monet, banknotów i znaczków pocztowych. Zasłynął ze skaligrafowania i zaprojektowania izraelskiej deklaracji niepodległości, którą ogłoszono 14 maja 1948 roku. Zaprojektował także symbole Armii Obrony Izraela, Policji Izraela oraz loga izraelskich firm Osem i Tnuva.

## Życiorys

### Młodość i życie w Europie
Urodził się 25 kwietnia 1906 roku w Znojmie (dzisiejsze Czechy) w Austro-Węgrzech . Przed studiami służył w czechosłowackiej armii . Po zwolnieniu rozpoczął studia związane z historią sztuki na Uniwersytecie Wiedeńskim. Nie ukończył ich, ponieważ postanowił wyemigrować do Palestyny i podjął szkolenie rolnicze organizowane przez syjonistów. Zanim wyjechał, rozpoczął pracę jako grafik w Pradze . Tworzył prace graficzne i propagandowe dla ruchu syjonistycznego w Niemczech i Czechosłowacji . Na Bliski Wschód wyjechał w 1934 roku w ramach piątej aliji. Była to alija, w trakcie której do Palestyny wyemigrowało wielu żydowskich artystów i grafików, m.in. bracia Szamirowie . Po przybyciu na miejsce zamieszkał wraz z rodziną w Hercliji.

### Działalność w Izraelu

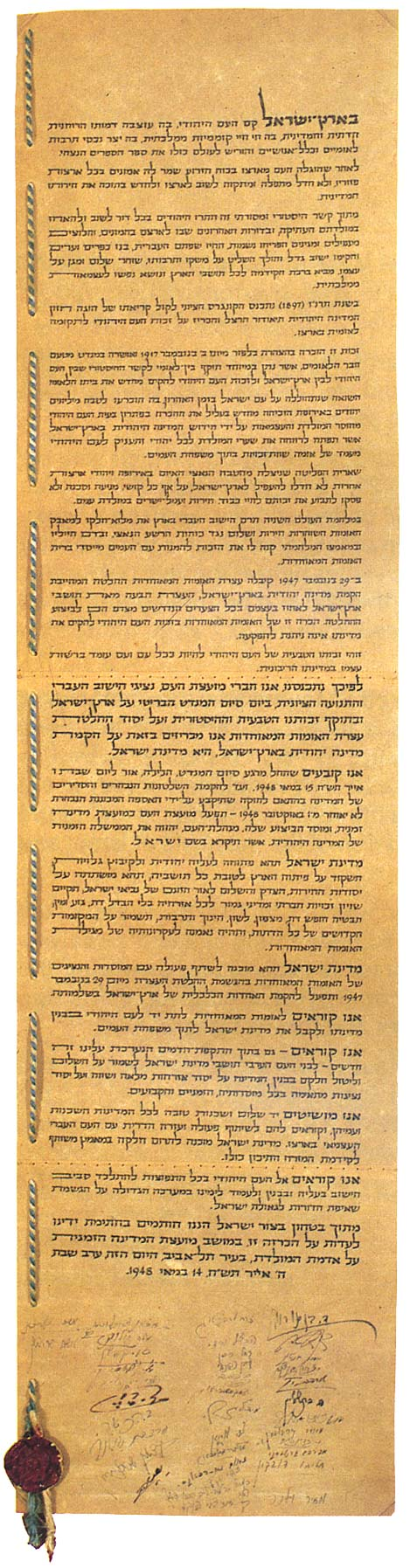
Deklaracja niepodległości Izraela

W 1934 roku otworzył w Tel Awiwie agencję reklamową, a w 1936 roku studio graficzne na ul. Nachalat Binjamin (również Tel Awiw). Studio to wykorzystywane było również do działań operacyjnych służby wywiadowczej Hagany – Szaj.
Przed ogłoszeniem niepodległości Izraela zaangażowany był w projekt serii znaczków pocztowych, na których zamiast nazwy państwa widniał napis „דאר עברי” (Do’ar Iwri, czyli Poczta Hebrajska) . Seria składała się z dziewięciu znaczków, każdy o innej wartości i kolorze, przedstawiających starożytne żydowskie monety. Walisz zaprojektował również znaczki, na których pojawiły się nazwy państwa takie jak: „ארץ ישראל” (Erec Jisra’el) i „יהודה” (Jehuda).
13 maja 1948 roku został poproszony o przygotowanie w ciągu 24 godzin audytorium w Muzeum Sztuki w Tel Awiwie, w którym miało odbyć się ogłoszenie niepodległości Izraela. Sala została oświetlona silnymi lampami, a na głównej ścianie, między dwoma flagami, powieszono portret Theodora Herzla. Dodatkowo zlecono Waliszowi zaprojektowanie deklaracji niepodległości Izraela. Krótki okres nie pozwolił na dokończenie prac kaligraficznych na czas. Dawid Ben Gurion odczytał treść dokumentu z maszynopisu. Deklaracja została dokończona i podpisana później .
Walisz wraz z Windem Struskim wziął także udział w konkursie na projekt herbu Izraela. Ich wspólny projekt przedstawiał tarczę, której centralnym punktem była uproszczona siedmioramienna menora na niebieskim tle. Była ona wzorowana na menorze z Łuku Tytusa. Na białej wstędze nad świecznikiem znajdowało się siedem złotych gwiazd, co nawiązywało do pomysłu flagi państwa żydowskiego Herzla (zdjęcie projektu). Propozycja nie została jednak zaakceptowana przez komisję konkursową . Projekt flagi państwowej wykonany przez Walisza również nie spotkał się z uznaniem .  Zwycięskimi okazały się natomiast propozycje symboli dla izraelskiej armii i policji .
Wykonane przez Walisza projekty reklam i plakatów izraelskich firm transportowych czy przemysłu spożywczego nawiązywały swoją symboliką do odrodzenia państwa, przezwyciężenia Zagłady, nowego życia oraz syjonizmu . Poza syjonizmem jego twórczość była inspirowana ideami socjalizmu i potrzebą obrony ojczyzny . Wykonywał także zlecenia dla Keren ha-Jesodu, Żydowskiego Funduszu Narodowego i Histadrutu.
Wraz z Leo Kadmanem i Chananem Pawelem zaprojektował pierwsze izraelskie monety z serii pruta, które zostały zaakceptowane przez Ministerstwo Finansów. Monety o nominale 5 i 10 prut zostały wybite z błędną odmianą nominału. Zamiast liczby mnogiej prutot pojawił się napis pruta. Na początku lat 50. XX wieku, kiedy izraelska gospodarka stanęła przed problemem niedoboru monet w obiegu, Ministerstwo Finansów postanowiło zlecić druk biletów zdawkowych. Te, które zostały wyemitowane w 1948 roku o nominałach 50 i 100 mil, były zaprojektowane przez Walisza.
W 1958 roku Ben Gurion zlecił zaprojektowanie pierwszego izraelskiego medalu, który jednocześnie upamiętniałby 10. rocznicę niepodległości. Zadanie wybrania odpowiedniego artysty zlecono Leo Kadmanowi, który namówił do współpracy Walisza. Przygotował on projekt medalu wykonanego później z dwóch kruszców: złota (średnica 27 mm i 15 g) oraz srebra (38 mm i 30 g). Rewers medalu przedstawia reprodukcję rzymskiej monety z serii Judaea Capta wyemitowaną z okazji zniszczenia Drugiej Świątyni i zdobycia Judei. Na monecie widnieje rozdzielony palmą napis „IVDAEA CAPTA” a pod spodem litery „SC” (Senatus Consulto). Nad rzymską monetą, wzdłuż obrzeża, hebrajski napis „גלתה יהודה” (dosł. wygnana Judea), po bokach łańcuchy symbolizujące niewolę, a na dole rewersu rok wg kalendarza żydowskiego „תל''א”, czyli 70 r. n.e. Na awersie odwrócenie sytuacji przedstawionej na rzymskiej monecie. Palma rozdziela napis „ISRAEL LIBERATA”, po lewej stronie palmy kobieta ze snopkiem, a po drugiej robotnik z młotem. Pod nimi hebrajska nazwa Jerozolimy „ירושלים”. U góry awersu, wzdłuż obrzeża, hebrajski napis „עשור לחרות ישראל” (dosł. dekada wolności Izraela), a na dole żydowski rok „תשי"ח”, czyli 1958 rok. Oba napisy rozdzielone pięcioma gwiazdami po lewej i pięcioma gwiazdami po prawej stronie. Ten sam medal został wykonany jeszcze w dwóch wersjach (w 1958 i w 1966) przez Gerda Rothschilda i Ze’ewa Lipmana.
Walisz, po powstaniu państwa, kontynuował prace w dziedzinie projektowania znaczków. Zaprojektował m.in. serie: z okazji świąt w miesiącu Tiszri (1948, 1952), ze starożytnymi monetami (1948, 1950, 1952, 1954), poczty lotniczej (1950), z okazji 4. rocznicy niepodległości (1952).
Zmarł 25 maja 1977 roku .

## Galeria

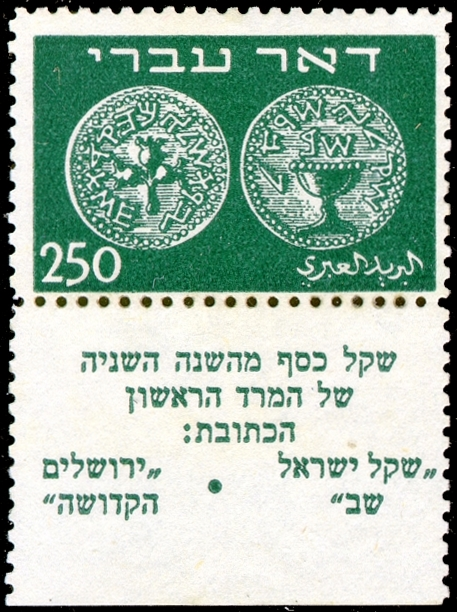
Znaczek Poczty Hebrajskiej o wartości 250 mil. Przedstawia szekla z drugiego roku powstania żydowskiego
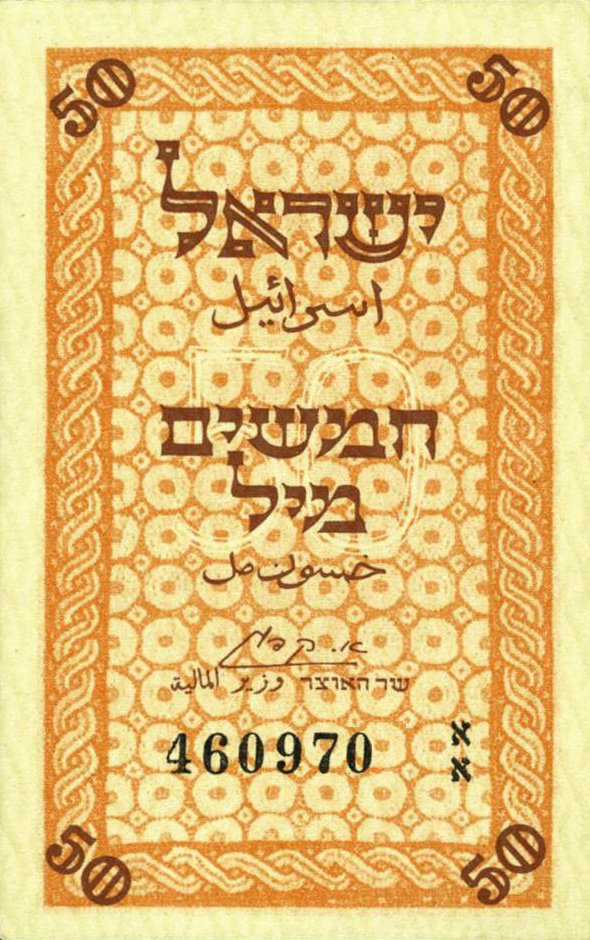
Awers biletu zdawkowego o nominale 50 mil z 1948 roku
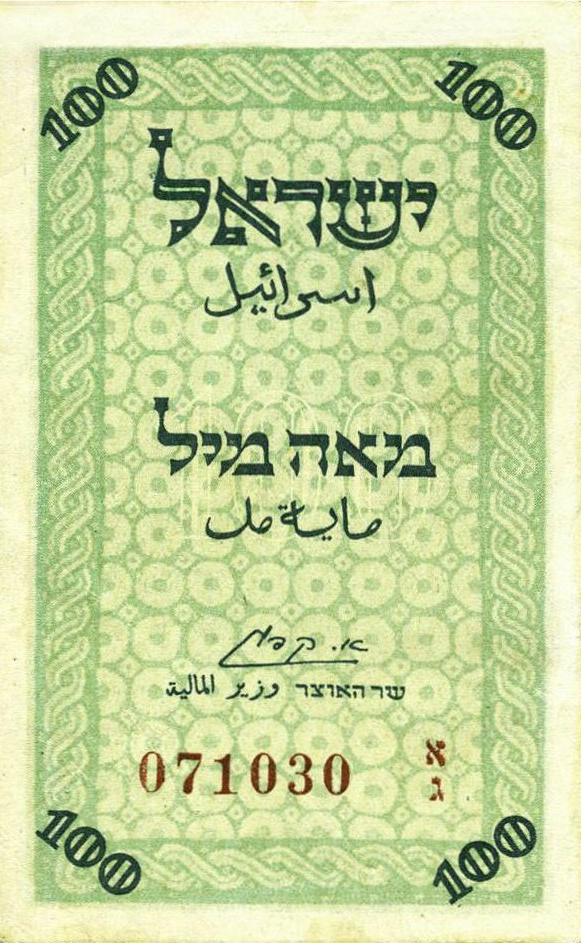
Awers biletu zdawkowego o nominale 100 mil z 1948 roku
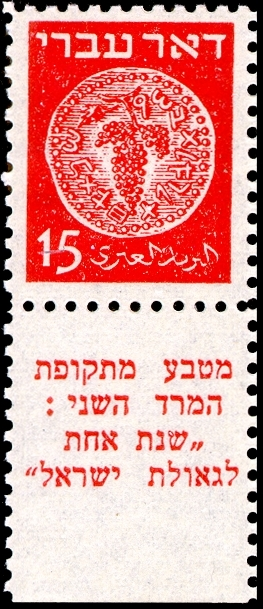
Znaczek przedstawiający monetę z czasów Powstania Bar-Kochby o wartości 15 mil
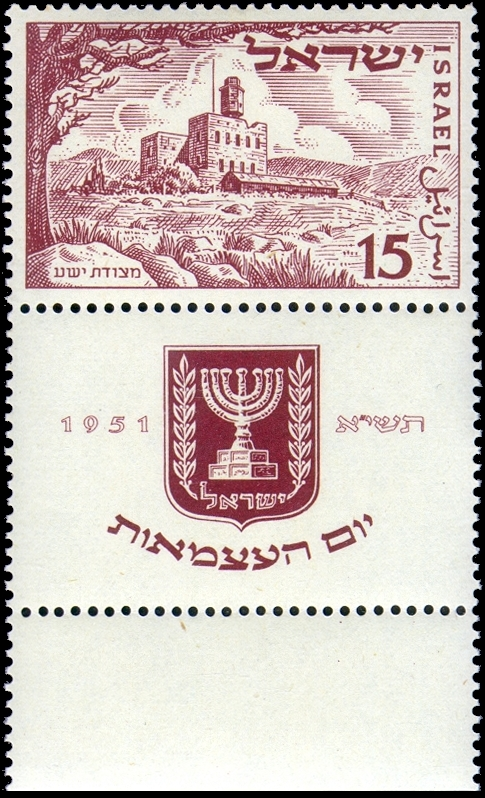
Znaczek z okazji 3. rocznicy niepodległości Izraela
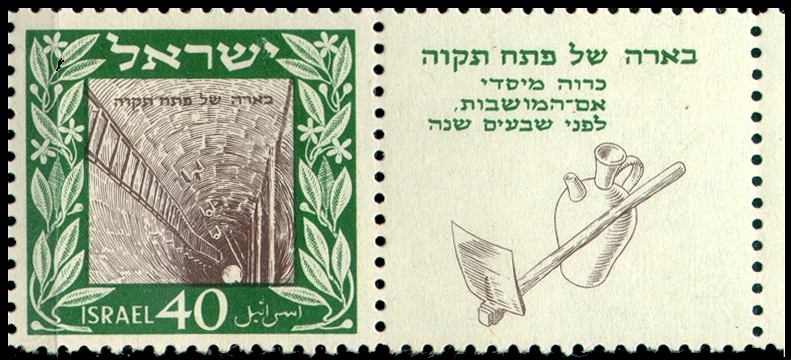
Znaczek z okazji 70. rocznicy powstania Petach Tikwy
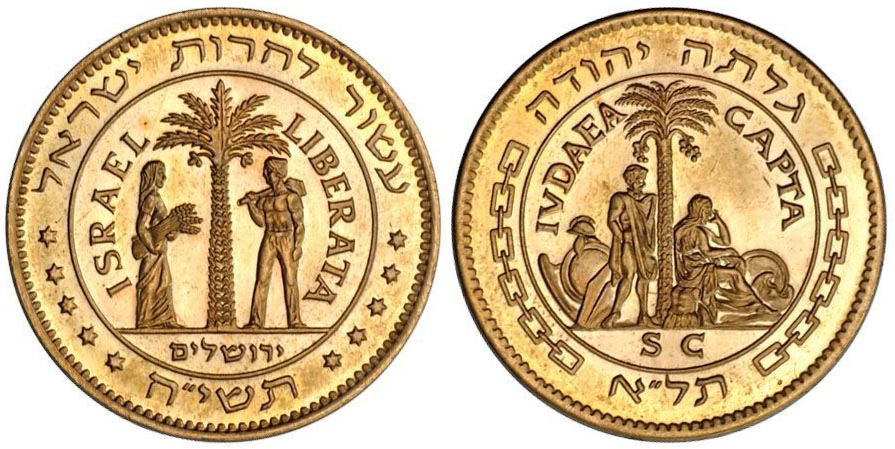
Złoty medal projektu Walisza, 1958 rok
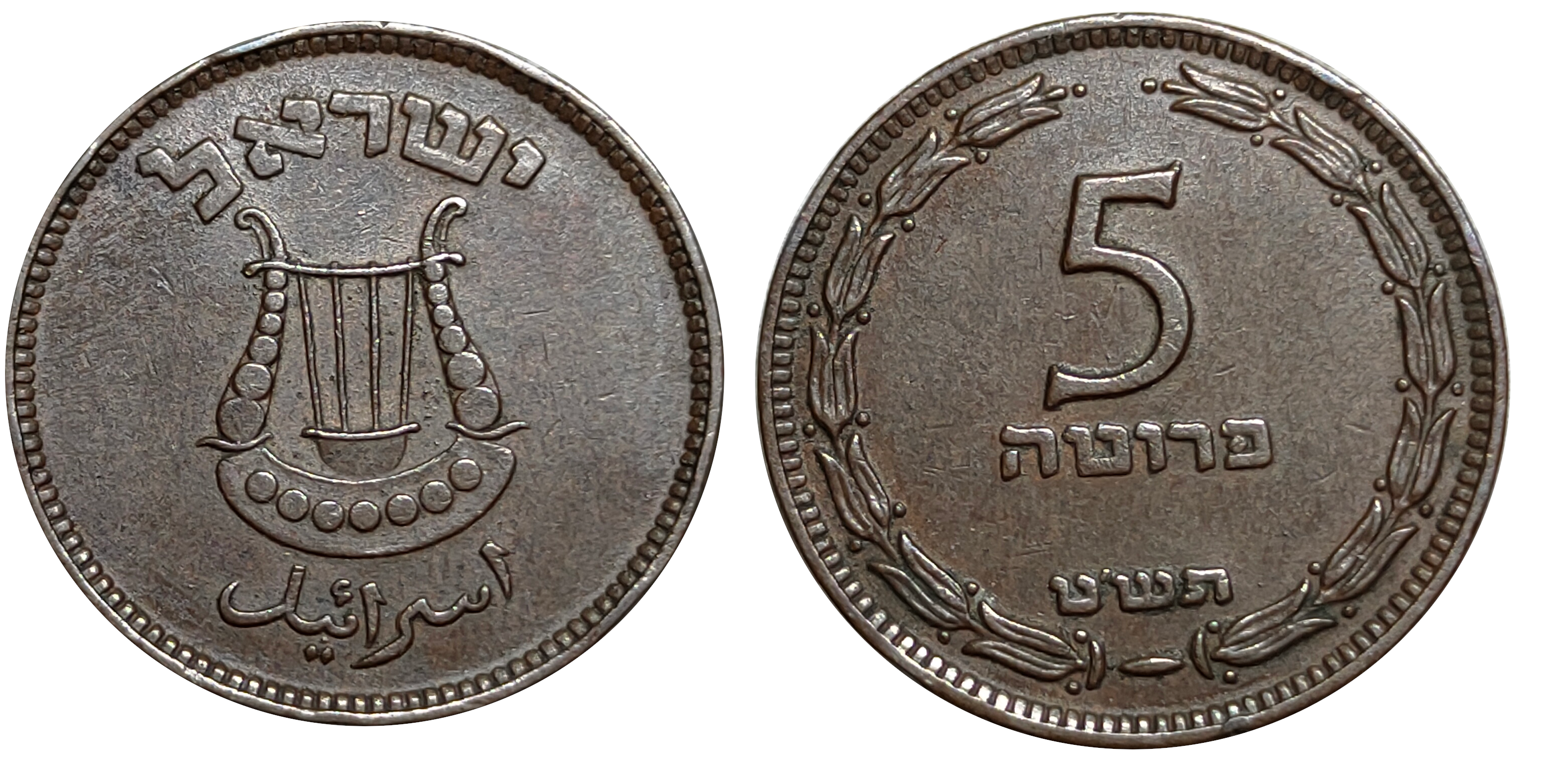
Moneta z serii pruta z błędną odmianą waluty w l.poj.